# Apodemus agrarius
Il topo selvatico a dorso striato (Apodemus agrarius Pallas, 1771) è un mammifero roditore della famiglia dei Muridi. La specie popola una vasta area che si estende dall'Europa occidentale all'Asia orientale.

## Sinonimi
I sinonimi accettati includono Apodemus albostriatus (Bechstein, 1801), Apodemus causasicus (Kuznetzov, 1944), Apodemus chejuensis (Johnson and Jones, 1955), Apodemus coreae (Thomas, 1908), Apodemus gloveri (Kuroda, 1939), Apodemus harti (Thomas, 1898), Apodemus henrici (Lehmann, 1970), Apodemus insulaemus (Tokuda, 1939 and 1941), Apodemus istrianus (Kryštufek, 1985), Apodemus kahmanni (Malec and Storch, 1963), Apodemus karelicus(Ehrström, 1914), Apodemus maculatus(Bechstein, 1801), Apodemus mantchuricus (Thomas, 1898), Apodemus nicolskii (Charlemagne, 1933), Apodemus nikolskii (Migouline, 1927), Apodemus ningpoensis (Swinhoe, 1870), Apodemus ognevi (Johansen, 1923), Apodemus pallescens (Johnson and Jones, 1955), Apodemus pallidior (Thomas, 1908), Apodemus pratensis (Ockskay, 1831), Apodemus rubens (Oken, 1816), Apodemus septentrionalis (Ognev, 1924), Apodemus tianschanicus (Ognev, 1940) and Apodemus volgensis (Kuznetzov, 1944).

## Distribuzione

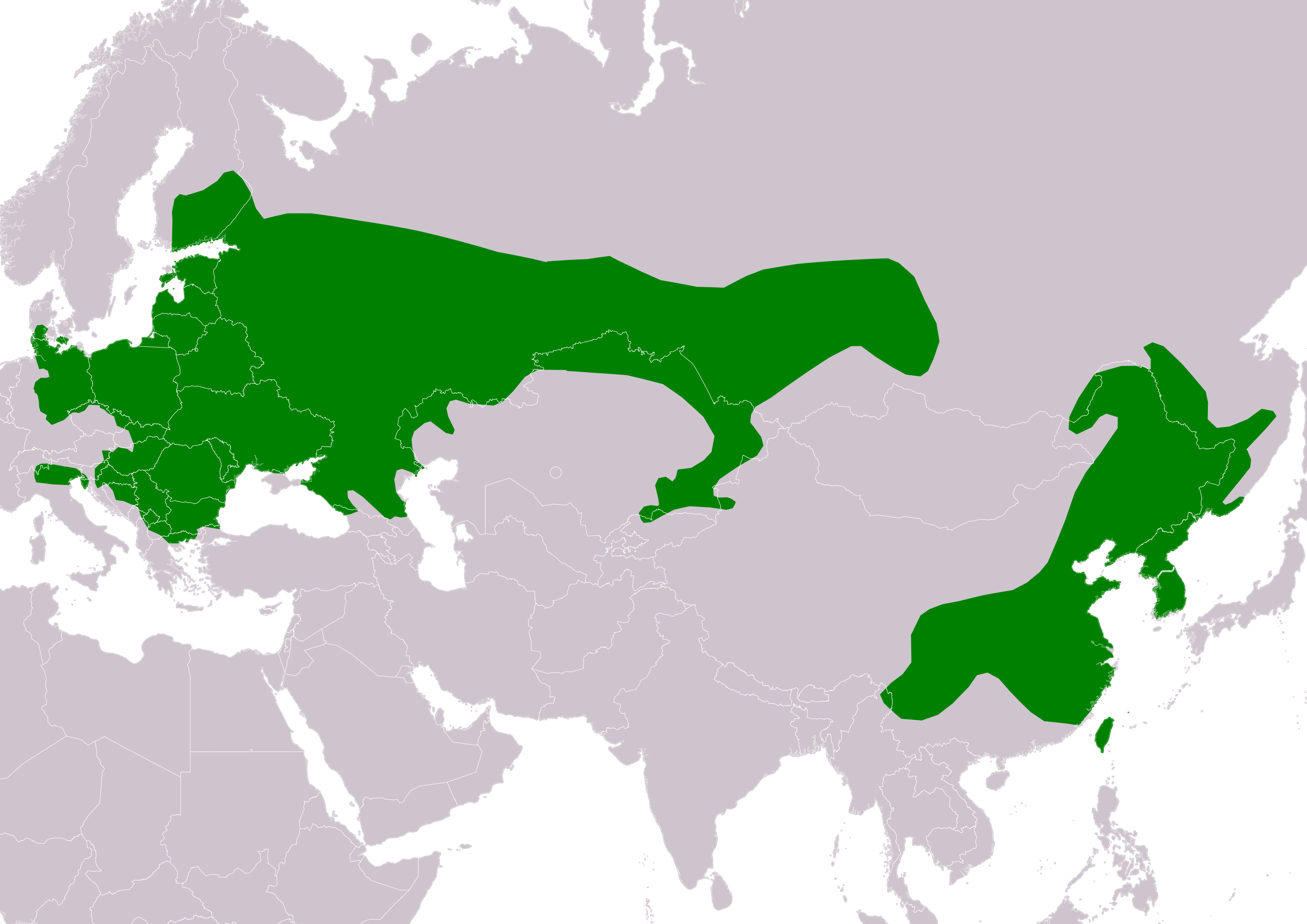
Distribuzione dellA. agrarius

Con numerose sottospecie (Apodemus agrarius agrarius, Apodemus agrarius chejuensis, Apodemus agrarius chevrieri, Apodemus agrarius coreae, Apodemus agrarius henrici, Apodemus agrarius istrianus, Apodemus agrarius kahmanni, Apodemus agrarius mantchuricus, Apodemus agrarius ningpoensis, Apodemus agrarius ognevi, Apodemus agrarius pallidior) la specie vive in un vasto areale che va dall'Europa Centrale alla Cina ed alla Corea, colonizzando anche l'isola di Taiwan. Il suo areale è delimitato a sud dal Caucaso. Il pattern di colonizzazione del topo selvatico striato è un esempio di distribuzione disgiunta. La sua distribuzione si divide in due porzioni, la prima si estende dall'Europa centrale e orientale, arrivando fino al lago Bajakl (Russia) a nord, ed alla Cina a sud. La seconda include parti della Russia orientale, fino a toccare la Mongolia e il Giappone. L'espansione dell'area abitata attraverso Europa orientale appare piuttosto recente. In particolare si pensa che la specie abbia raggiunto l'Austria solo negli anni Novanta. In Italia vive la sottospecie istrianus, diffusa nelle aree pianeggianti del nord-est fino al fiume Ticino, non spingendosi mai più a sud del Po.

La specie è piuttosto opportunista, vivendo in zone boscose ma spingendosi anche nelle aree antropizzate, e non di rado rendendosi responsabile di danneggiamenti ai raccolti in alcune zone dove è particolarmente numeroso: in Italia tende a colonizzare le aree rurali non eccessivamente coltivate e ricche di siepi ed aree di sottobosco.

## Descrizione

### Dimensioni
Il corpo del topo selvatico striato raggiunge i 126 mm di lunghezza, ai quali si sommano fino a 90 mm di coda, per un peso che arriva ai 50 g.

### Aspetto
Il pelo è bruno-arancio sul dorso (con tonalità più chiara o più scura a seconda della sottospecie presa in considerazione) mentre assume una colorazione pallida e grigiastra sul ventre, con tendenza all'inscurimento sulla testa. Dalla nuca parte una caratteristica striscia nera che corre lungo la spina dorsale fino all'attaccatura della coda, che è glabra. Occhi e orecchie sono relativamente piccoli.

## Biologia
Si tratta di animali prevalentemente crepuscolari e notturni, comportamento questo evoluto per sfuggire ad un'ampia gamma di potenziali predatori che cacciano durante il giorno. In particolare la specie tende ad essere notturna durante il periodo estivo, ma principalmente diurna durante quello invernale. Ha abitudini principalmente solitarie e tende a muoversi nel fitto sottobosco, evitando le zone aperte. Il topo selvatico striato scava gallerie corte e superficiali, con una camera di nidificazione all'interno. In un anno dà alla luce dalle tre alle cinque cucciolate, con una media di sei cuccioli per parto. In una buona stagione la popolazione del topo striato può crescere rapidamente. Fattori limitanti alla crescita demografica includono piogge frequenti e torrenziali durante la stagione calda, precoci gelate che interessano anche il suolo e la presenza di predatori.

### Alimentazione
Si nutre di materiale vegetale, come germogli, fiori, bacche, ma soprattutto semi, ghiande e nocciole, che apre coi robusti incisivi a crescita continua per mangiarne il contenuto.

## Rapporto con l'uomo
Il topo striato selvatico è una comune specie infestante in ambito agricolo, specialmente negli anni in cui si verificano grosse crescite della popolazione. Può veicolare malattie comunemente associate ai roditori muridi.